# Be My Lover (bài hát của La Bouche)
"Be My Lover" là một bài hát của nhóm nhạc nước Đức La Bouche nằm trong album phòng thu thứ ba của họ, Sweet Dreams (1995). Nó được phát hành như là đĩa đơn thứ hai trích từ album vào ngày 3 tháng 3 năm 1995 bởi Arista Records ở thị trường châu Âu và RCA Records ở Hoa Kỳ. Đây là một bản Eurodance được viết lời bởi hai thành viên của La Bouche là Melanie Thornton và Lane McCray với Uli Brenner và Gerd Amir Saraf, những người đồng sản xuất bài hát với Frank Farian, người sáng lập nhóm nhạc.
Sau khi phát hành, "Be My Lover" đa phần nhận được những phản ứng tích cực từ các nhà phê bình âm nhạc, trong đó họ đánh giá cao quá trình sản xuất của nó. Bài hát cũng gặt hái những thành công vượt trội về mặt thương mại, đứng đầu các bảng xếp hạng ở Đức và Thụy Điển, và lọt vào top 10 ở hầu hết những quốc gia nó xuất hiện, bao gồm vươn đến top 5 ở Úc, Áo, Ý, Hà Lan, Na Uy và Thụy Sĩ. Tại Hoa Kỳ, "Be My Lover" đạt vị trí thứ sáu trên bảng xếp hạng Billboard Hot 100, trở thành đĩa đơn đầu tiên và duy nhất của họ lọt vào top 10 tại đây.
Hai video ca nhạc khác nhau đã được phát hành cho "Be My Lover". Phiên bản đầu tiên được phát hành ở thị trường châu Âu, trong đó giọng ca chính của nhóm Melanie Thornton trình diễn bài hát khi đang lái xe. Một video ca nhạc thứ hai của bài hát cũng được phát hành cho thị trường Bắc Mỹ với bối cảnh ở một phòng thu, và bao gồm những cảnh Thornton trình diễn bài hát trước một camera và Lane McCray điều khiển trong phòng thu. Nó đã nhận được một đề cử tại giải Video âm nhạc của MTV năm 1996 cho Video Dance xuất sắc nhất. Được ghi nhận là một trong những bài hát trứ danh của La Bouche bên cạnh đĩa đơn năm 1994 "Sweet Dreams", "Be My Lover" đã được hát lại và sử dụng làm nhạc mẫu bởi một số nghệ sĩ, cũng như xuất hiện trong nhiều tác phẩm điện ảnh và truyền hình, bao gồm Romy and Michele's High School Reunion và A Night at the Roxbury.

## Danh sách bài hát
Đĩa CD tại châu Âu
1. "Be My Lover" (radio chỉnh sửa) – 3:58
2. "Be My Lover" (Trance phối) – 6:35

Đĩa CD maxi tại châu Âu
1. "Be My Lover" (radio chỉnh sửa) – 3:58
2. "Be My Lover" (Club phối) – 5:28
3. "Be My Lover" (Trance phối) – 6:35
4. "Do You Still Need Me" – 3:35

Đĩa CD maxi tại Hoa Kỳ
1. "Be My Lover" (Club phối) – 6:26
2. "Be My Lover" (Spike club phối) – 8:54
3. "Be My Lover" (Hi-NRG phối) – 5:46
4. "Be My Lover" (Alex Goes to Cleveland phối) – 5:06
5. "Be My Lover" (Doug Laurent Classic phối chỉnh sửa) – 4:07

## Xếp hạng
| Bảng xếp hạng (1995-96)              | Vị trí cao nhất |
| ------------------------------------ | --------------- |
| Úc (ARIA)                            | 2               |
| Áo (Ö3 Austria Top 40)               | 3               |
| Bỉ (Ultratop 50 Flanders)            | 6               |
| Bỉ (Ultratop 50 Wallonia)            | 10              |
| Canada (RPM)                         | 35              |
| Canada Dance/Urban (RPM)             | 1               |
| Đan Mạch (Tracklisten)               | 9               |
| Châu Âu (European Hot 100 Singles)   | 3               |
| Phần Lan (Suomen virallinen lista)   | 18              |
| Pháp (SNEP)                          | 7               |
| Đức (Official German Charts)         | 1               |
| Ireland (IRMA)                       | 13              |
| Ý (FIMI)                             | 2               |
| Hà Lan (Dutch Top 40)                | 2               |
| Hà Lan (Single Top 100)              | 3               |
| New Zealand (Recorded Music NZ)      | 44              |
| Na Uy (VG-lista)                     | 2               |
| Tây Ban Nha (AFYVE)                  | 7               |
| Thụy Điển (Sverigetopplistan)        | 1               |
| Thụy Sĩ (Schweizer Hitparade)        | 5               |
| Anh Quốc (OCC)                       | 27              |
| Hoa Kỳ Billboard Hot 100             | 6               |
| Hoa Kỳ Adult Pop Airplay (Billboard) | 38              |
| Hoa Kỳ Dance Club Songs (Billboard)  | 1               |
| Hoa Kỳ Pop Airplay (Billboard)       | 5               |
| Hoa Kỳ Rhythmic (Billboard)          | 7               |

| Bảng xếp hạng (1995)              | Vị trí |
| --------------------------------- | ------ |
| Austria (Ö3 Austria Top 40)       | 13     |
| Belgium (Ultratop 50 Flanders)    | 18     |
| Belgium (Ultratop 50 Wallonia)    | 34     |
| Canada Dance (RPM)                | 11     |
| Denmark (Tracklisten)             | 5      |
| Europe (European Hot 100 Singles) | 20     |
| Finland (Suomen virallinen lista) | 97     |
| France (SNEP)                     | 22     |
| Germany (Official German Charts)  | 9      |
| Italy (FIMI)                      | 5      |
| Netherlands (Dutch Top 40)        | 22     |
| Netherlands (Single Top 100)      | 40     |
| Norway Summer Period (VG-lista)   | 2      |
| Sweden (Sverigetopplistan)        | 18     |
| Switzerland (Schweizer Hitparade) | 5      |
| Bảng xếp hạng (1996)              | Vị trí |
| Australia (ARIA)                  | 18     |
| US Billboard Hot 100              | 23     |

| Bảng xếp hạng (1990–99)    | Vị trí |
| -------------------------- | ------ |
| Netherlands (Dutch Top 40) | 241    |

## Chứng nhận
| Quốc gia                                                                           | Chứng nhận | Số đơn vị/doanh số chứng nhận |
| ---------------------------------------------------------------------------------- | ---------- | ----------------------------- |
| Úc (ARIA)                                                                          | Bạch kim   | 70.000^                       |
| Áo (IFPI Áo)                                                                       | Vàng       | 25.000*                       |
| Pháp (SNEP)                                                                        | Vàng       | 250.000*                      |
| Đức (BVMI)                                                                         | Vàng       | 0^                            |
| Na Uy (IFPI)                                                                       | Vàng       | 0*                            |
| Hoa Kỳ (RIAA)                                                                      | Vàng       | 500.000^                      |
| * Chứng nhận dựa theo doanh số tiêu thụ. ^ Chứng nhận dựa theo doanh số nhập hàng. |            |                               |